# Emilio Azcárraga Vidaurreta

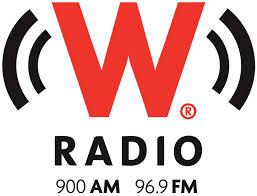

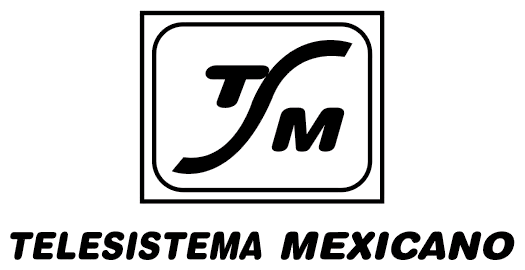

Emilio Azcárraga Vidaurreta (Tampico, Tamaulipas, 2 de marzo de 1895-Houston, Texas, 23 de septiembre de 1972) fue un empresario mexicano, magnate de las telecomunicaciones, hijo de Mariano Azcárraga López de Rivera y de Emilia Vidaurreta Rovira, ambos de remoto origen vasco.

## Biografía
Azcárraga nació el 2 de marzo de 1895 en Tampico, Tamaulipas, hijo de los inmigrantes vascos Mariano Azcárraga y Emilia Vidaurreta. Cursó su educación primaria en Piedras Negras, Coahuila; la secundaria en San Antonio, Texas; y la preparatoria en Austin. A los 17 años era empleado en una tienda de zapatos mientras estudiaba negocios y economía por la noche en la Universidad de San Eduardo en Austin (Texas, Estados Unidos).
Obtuvo los derechos de distribución para una tienda de zapatos en Boston y, a los 23 años, creó la compañía de distribución "Azcárraga & Copland".
En 1917 fundó una distribuidora de automóviles que se extendió por varias ciudades de México. En 1923, Azcárraga obtuvo una licencia para distribuir radios de Victor Talking Machine. Mientras trabajaba en la división "México Music" de RCA, comenzó a interesarse más en la industria de la radio. Su hermano Raúl recibió instrucción técnica para operar estaciones transmisoras de radio bajo la tutela del coronel estadounidense Sandal S. Hodges.
El 18 de septiembre de ese mismo año, creó en la Ciudad de México la XEW-AM junto con la RCA (México Music Corporation), siendo esta última la accionista mayoritaria. La estación, en aquel momento, formaba parte de la División National Broadcasting Company de dicha compañía. Al principio transmitía desde los altos del cine "Olimpia" en la calle de Independencia, trasladándose posteriormente a la calle de Ayuntamiento N° 52 que estaba en el centro de la ciudad.
En 1941 consiguió establecer su primera cadena de emisoras, comprando más tarde cadenas existentes como la Cadena Azul. Con la fundación de los Estudios Churubusco, introdujo en aquellos años, la floreciente industria cinematográfica, empresa que no abandonó sino que continuó pero ahora a través de cadena de exhibición de películas por toda la República Mexicana.

## Telesistema Mexicano
En 1951, funda su primer canal de televisión, negocio que lo haría famoso posteriormente. Con el Canal 2 XEW-TV abre un nuevo sector de actividad a lo que era ya un imperio de medios completo, asociándose posteriormente con Rómulo O'Farrill Silva, quien previamente ya contaba con la primera estación de televisión en México, el Canal 4 XHTV (fundada el 31 de agosto de 1950) y con Guillermo González Camarena, quien operaba el Canal 5 XHGC. De estas dos alianzas surge Telesistema Mexicano. Azcárraga asume como el primer presidente de dicha cadena en 1955. Para 1969 el conglomerado ya estaba compuesto por 92 unidades de negocios diferentes.

## Muerte y fundación de Televisa
Falleció en 1972, poco tiempo antes que su mayor competidor, Eugenio Garza Sada (líder del Grupo Monterrey y dueño de Televisión Independiente de México), y dejó sus empresas en manos de su hijo, Emilio Azcárraga Milmo, quien impulsó su transformación. Un año después de su muerte, y precipitado por el asesinato de Garza Sada, ambas empresas (Telesistema Mexicano y Televisión Independiente de México) decidieron fusionarse el 8 de enero de 1973, dando lugar a Televisión Vía Satélite, hoy Televisa.[cita requerida]

## Matrimonio e hijos
Emilio se casó con Laura Milmo Hickman (hija de José Patricio Daniel Milmo Vidaurri, a su vez hijo del irlandés Patrick Milmo O'Dowd, banquero nuevo leonés y el accionista de la Casa Milmo y mayoritario del Milmo National Bank en Laredo, y yerno del gobernador de Nuevo León, Santiago Vidaurri). Tuvieron tres hijos: Emilio, Laura y Carmela. Tiempo atrás, en 1899, la compañía "Patricio Milmo e Hijos" fue creada para operar como un banco y para invertir en actividades tales como ferrocarriles y minas.